# Repêchage d'entrée dans la LNH 2002
2001 2003
Le  repêchage d'entrée dans la Ligue nationale de hockey 2002 a lieu à Toronto en Ontario (Canada) au Centre Air Canada.
290 joueurs ont été choisis :
- 35 de la Ligue de hockey de l'Ontario – LHO ;
- 23 de la Ligue de hockey junior majeur du Québec – LHJMQ ;
- 43 de la Ligue de hockey de l'Ouest – LHOu ;
- 41 de la National Collegiate Athletic Association – NCAA ;
- 6 de lycées américains – USHS ;
- 110 de l'extérieur de l'Amérique du Nord.

## Sélections par tour[1],[2],[3]

### 1ertour
| Rang | Joueur                   | Nationalité        | Équipe LNH                | Repêché de                               |
| ---- | ------------------------ | ------------------ | ------------------------- | ---------------------------------------- |
| 1    | Rick Nash (A)            | Canada             | Blue Jackets de Columbus  | Knights de London (LHO)                  |
| 2    | Kari Lehtonen (G)        | Finlande           | Thrashers d'Atlanta       | Jokerit Helsinki (SM-Liiga)              |
| 3    | Jay Bouwmeester (D)      | Canada             | Panthers de la Floride    | Tigers de Medicine Hat (LHOu)            |
| 4    | Joni Pitkänen (D)        | Finlande           | Flyers de Philadelphie    | Kärpät Oulu (SM-Liiga)                   |
| 5    | Ryan Whitney (D)         | États-Unis         | Penguins de Pittsburgh    | Terriers de Boston (NCAA)                |
| 6    | Scottie Upshall (A)      | Canada             | Predators de Nashville    | Blazers de Kamloops (LHOu)               |
| 7    | Joffrey Lupul (A)        | Canada             | Mighty Ducks d'Anaheim    | Tigers de Medicine Hat (LHOu)            |
| 8    | Pierre-Marc Bouchard (A) | Canada             | Wild du Minnesota         | Saguenéens de Chicoutimi (LHJMQ)         |
| 9    | Petr Tatíček (A)         | République tchèque | Panthers de la Floride    | Greyhounds de Sault Ste. Marie (LHO)     |
| 10   | Eric Nystrom (A)         | États-Unis         | Flames de Calgary         | Wolverines du Michigan (NCAA)            |
| 11   | Keith Ballard            | États-Unis         | Sabres de Buffalo         | Golden Gophers du Minnesota (NCAA)       |
| 12   | Steve Eminger            | Canada             | Capitals de Washington    | Rangers de Kitchener (LHO)               |
| 13   | Aleksandr Siomine        | Russie             | Capitals de Washington    | Traktor Tcheliabinsk Juniors (Superliga) |
| 14   | Alex Desilets            | Canada             | Canadiens de Montréal     | Bulldogs de Yale (NCAA)                  |
| 15   | Jesse Niinimäki          | Finlande           | Oilers d'Edmonton         | Ilves Tampere (SM-Liiga)                 |
| 16   | Jakub Klepiš             | République tchèque | Sénateurs d'Ottawa        | Winter Hawks de Portland (LHOu)          |
| 17   | Boyd Gordon              | Canada             | Capitals de Washington    | Rebels de Red Deer (LHOu)                |
| 18   | Denis Grebechkov         | Russie             | Kings de Los Angeles      | Lokomotiv Yaroslavl (Superliga)          |
| 19   | Jakub Koreis             | République tchèque | Coyotes de Phoenix        | HC Plzeň (Extraliga)                     |
| 20   | Daniel Paille            | Canada             | Sabres de Buffalo         | Storm de Guelph (LHO)                    |
| 21   | Anton Babtchouk          | Ukraine            | Blackhawks de Chicago     | Elemash Elektrostal (Superliga)          |
| 22   | Sean Bergenheim          | Finlande           | Islanders de New York     | Jokerit Helsinki (SM-Liiga)              |
| 23   | Ben Eager                | Canada             | Coyotes de Phoenix        | Generals d'Oshawa (LHO)                  |
| 24   | Alexander Steen          | Suède              | Maple Leafs de Toronto    | Västra Frölunda HC (Elitserien)          |
| 25   | Cam Ward                 | Canada             | Hurricanes de la Caroline | Rebels de Red Deer (LHOu)                |
| 26   | Martin Vagner            | République tchèque | Stars de Dallas           | Olympiques de Hull (LHJMQ)               |
| 27   | Mike Morris              | États-Unis         | Sharks de San José        | St. Sebastien's (USHS)                   |
| 28   | Jonas Johansson          | Suède              | Avalanche du Colorado     | HV 71 (Elitserien)                       |
| 29   | Hannu Toivonen           | Finlande           | Bruins de Boston          | HPK Hämeenlinna (SM-Liiga)               |
| 30   | Jim Slater               | États-Unis         | Thrashers d'Atlanta       | Spartans de Michigan State (NCAA)        |

### 2etour
| Rang | Joueur                  | Nationalité        | Équipe LNH               | Repêché de                            |
| ---- | ----------------------- | ------------------ | ------------------------ | ------------------------------------- |
| 31   | Jeff Drouin-Deslauriers | Canada             | Oilers d'Edmonton        | Saguenéens de Chicoutimi (LHJMQ)      |
| 32   | János Vas               | Hongrie            | Stars de Dallas          | Malmo Jr. (Elitserien)                |
| 33   | Lee Falardeau           | États-Unis         | Rangers de New York      | Wolverines du Michigan (NCAA)         |
| 34   | Tobias Stephan          | Suisse             | Stars de Dallas          | HC Coire (LNA)                        |
| 35   | Ondřej Němec            | République tchèque | Penguins de Pittsburgh   | HC Vsetín (Extraliga)                 |
| 36   | Jarret Stoll            | Canada             | Oilers d'Edmonton        | Ice de Kootenay (LHOu)                |
| 37   | Tim Brent               | Canada             | Mighty Ducks d'Anaheim   | St. Michael's Majors de Toronto (LHO) |
| 38   | Josh Harding            | Canada             | Wild du Minnesota        | Pats de Regina (LHOu)                 |
| 39   | Brian McConnell         | États-Unis         | Flames de Calgary        | Terriers de Boston (NCAA)             |
| 40   | Rob Globke              | États-Unis         | Panthers de la Floride   | Fighting Irish de Notre Dame (NCAA)   |
| 41   | Joakim Lindström        | Suède              | Blue Jackets de Columbus | MODO hockey (Elitserien)              |
| 42   | Marius Holtet           | Norvège            | Stars de Dallas          | Farjestad Jrs. (Elitserien)           |
| 43   | Trevor Daley            | Canada             | Stars de Dallas          | Greyhounds de Sault Ste. Marie (LHO)  |
| 44   | Matt Greene             | États-Unis         | Oilers d'Edmonton        | Gamblers de Green Bay (USHL)          |
| 45   | Tomas Linhart           | République tchèque | Canadiens de Montréal    | Pardubice Jr. (Extraliga)             |
| 46   | David LeNeveu           | Canada             | Coyotes de Phoenix       | Big Red de Cornell (NCAA)             |
| 47   | Alekseï Kaïgorodov      | Russie             | Sénateurs d'Ottawa       | Metallourg Magnitogorsk (Superliga)   |
| 48   | Alekseï Chkotov         | Russie             | Blues de Saint-Louis     | Elemach Elektrostal (Superliga)       |
| 49   | Kirill Koltsov          | Russie             | Canucks de Vancouver     | Avangard Omsk (Superliga)             |
| 50   | Sergueï Anchakov        | Russie             | Kings de Los Angeles     | CSKA Moscou Jr. (Superliga)           |
| 51   | Anton Kadeïkine         | Russie             | Devils du New Jersey     | Elemach Elektrostal (Superliga)       |
| 52   | Dan Spang               | États-Unis         | Sharks de San José       | Winchester H.S. (Mass.)               |
| 53   | Barry Tallackson        | États-Unis         | Devils du New Jersey     | Golden Gophers du Minnesota (NCAA)    |
| 54   | Duncan Keith            | Canada             | Blackhawks de Chicago    | Wolverines du Michigan (NCAA)         |
| 55   | Denis Grot              | Russie Biélorussie | Canucks de Vancouver     | Elemach Elektrostal (Superliga)       |
| 56   | Vladislav Ievseïev      | Russie             | Bruins de Boston         | HK CSKA Moscou Jr. (Superliga)        |
| 57   | Matthew Stajan          | Canada             | Maple Leafs de Toronto   | Bulls de Belleville (LHO)             |
| 58   | Jiri Hudler             | République tchèque | Red Wings de Détroit     | Vsetin HC (Extraliga)                 |
| 59   | Maxime Daigneault       | Canada             | Capitals de Washington   | Foreurs de Val-d'Or (LHJMQ)           |
| 60   | Adam Henrich            | Canada             | Lightning de Tampa Bay   | Battalion de Brampton (LHO)           |
| 61   | Johnny Boychuk          | Canada             | Avalanche du Colorado    | Hitmen de Calgary (LHOu)              |
| 62   | Andriï Mikhnov          | Ukraine            | Blues de Saint-Louis     | Wolves de Sudbury (LHO)               |
| 63   | Tomas Fleischmann       | République tchèque | Red Wings de Détroit     | Vitkovice Jr. (Extraliga)             |

### 3etour
| Rang | Joueur                 | Nationalité        | Équipe LNH                | Repêché de                            |
| ---- | ---------------------- | ------------------ | ------------------------- | ------------------------------------- |
| 64   | Jason Ryznar           | États-Unis         | Devils du New Jersey      | Wolverines du Michigan (NCAA)         |
| 65   | Ole-Kristian Tollefsen | Norvège            | Blue Jackets de Columbus  | Lillehammer IHK (Eliteserien)         |
| 66   | Petr Kanko             | République tchèque | Kings de Los Angeles      | Rangers de Kitchener (LHO)            |
| 67   | Gregory Campbell       | Canada             | Panthers de la Floride    | Whalers de Plymouth (LHO)             |
| 68   | Brett Skinner          | Canada             | Canucks de Vancouver      | Buccaneers de Des Moines (USHL)       |
| 69   | Erik Christensen       | Canada             | Penguins de Pittsburgh    | Blazers de Kamloops (LHOu)            |
| 70   | Joe Callahan           | Canada             | Coyotes de Phoenix        | Bulldogs de Yale (NCAA)               |
| 71   | Brian Lee              | États-Unis         | Mighty Ducks d'Anaheim    | Otters d'Érié (LHO)                   |
| 72   | Michael Erickson       | États-Unis         | Wild du Minnesota         | Golden Gophers du Minnesota (NCAA)    |
| 73   | Barry Brust            | Canada             | Wild du Minnesota         | Chiefs de Spokane (LHOu)              |
| 74   | Todd Ford              | Canada             | Maple Leafs de Toronto    | Broncos de Swift Current (LHOu)       |
| 75   | Arttu Luttinen         | Finlande           | Sénateurs d'Ottawa        | HIFK Jr. (SM-liiga)                   |
| 76   | Michaël Tessier        | Canada             | Sabres de Buffalo         | Titan d'Acadie-Bathurst (LHJMQ)       |
| 77   | Patrick Wellar         | Canada             | Capitals de Washington    | Winter Hawks de Portland (LHOu)       |
| 78   | Geoff Waugh            | Canada             | Stars de Dallas           | Klippers de Kindersly (LHJS)          |
| 79   | Brock Radunske         | Canada             | Oilers d'Edmonton         | Wolverines du Michigan (NCAA)         |
| 80   | Matt Jones             | États-Unis         | Coyotes de Phoenix        | Fighting Sioux de North Dakota (NCAA) |
| 81   | Marcus Jonasen         | Suède              | Rangers de New York       | Vasteras Jrs. (Elitserien)            |
| 82   | John Adams             | États-Unis         | Sabres de Buffalo         | Eagles de Boston College (NCAA)       |
| 83   | Lukas Mensator         | République tchèque | Canucks de Vancouver      | Karlovy Vary Jrs. (Extraliga)         |
| 84   | Marek Chvatal          | République tchèque | Devils du New Jersey      | Trinec Ocelari HC (Extraliga)         |
| 85   | Ahren Spylo            | Canada             | Devils du New Jersey      | Spitfires de Windsor (LHO)            |
| 86   | Jonas Fiedler          | République tchèque | Sharks de San José        | Whalers de Plymouth (LHO)             |
| 87   | Frans Nielsen          | Danemark           | Islanders de New York     | Malmo IF (Elitserien)                 |
| 88   | Dominic D'Amour        | Canada             | Maple Leafs de Toronto    | Olympiques de Hull (LHJMQ)            |
| 89   | Tomas Troliga          | Slovaquie          | Blues de Saint-Louis      | Spisska Nova Ves (Extraliga Slo.)     |
| 90   | Matthew Lombardi       | Canada             | Flames de Calgary         | Tigres de Victoriaville (LHJMQ)       |
| 91   | Jesse Lane             | États-Unis         | Hurricanes de la Caroline | Olympiques de Hull (LHJMQ)            |
| 92   | Derek Krestanovich     | Canada             | Capitals de Washington    | Warriors de Moose Jaw (LHOu)          |
| 93   | Aleksandr Kojevnikov   | Russie             | Blackhawks de Chicago     | Krylia Sovetov Jr. (Superliga)        |
| 94   | Eric Lundberg          | États-Unis         | Avalanche du Colorado     | Providence College (NCAA)             |
| 95   | Valtteri Filppula      | Finlande           | Red Wings de Détroit      | Jokerit Jr. (SM-liiga)                |
| 96   | Jeff Genovy            | États-Unis         | Blue Jackets de Columbus  | Buccaneers de Des Moines (USHL)       |

### 4etour
| Rang | Joueur             | Nationalité        | Équipe LNH               | Repêché de                              |
| ---- | ------------------ | ------------------ | ------------------------ | --------------------------------------- |
| 97   | Lance Monych       | Canada             | Coyotes de Phoenix       | Wheat Kings de Brandon (LHOu)           |
| 98   | Ivan Tkatchenko    | Russie             | Blue Jackets de Columbus | Lokomotiv Iaroslavl (Superliga)         |
| 99   | Michaël Lambert    | Canada             | Canadiens de Montréal    | Rocket de Montréal (LHJMQ)              |
| 100  | Dmitri Kazionov    | Russie             | Lightning de Tampa Bay   | HK CSKA Moscou (Superliga)              |
| 101  | Daniel Fernholm    | Suède              | Penguins de Pittsburgh   | Djudgarden Jrs. (Elitserien)            |
| 102  | Brandon Segal      | Canada             | Predators de Nashville   | Hitmen de Calgary (LHOu)                |
| 103  | Joonas Vihko       | Finlande           | Mighty Ducks d'Anaheim   | HIFK (SM-liiga)                         |
| 104  | Aaron Rome         | Canada             | Kings de Los Angeles     | Broncos de Swift Current (LHOu)         |
| 105  | Rosario Ruggeri    | Canada             | Flyers de Philadelphie   | Saguenéens de Chicoutimi (LHJMQ)        |
| 106  | Ivan Koltsov       | Russie             | Oilers d'Edmonton        | Severstal Tcherepovets Jrs. (Superliga) |
| 107  | Mikko Kalteva      | Finlande           | Avalanche du Colorado    | Jokerit Jr. (SM-liiga)                  |
| 108  | Jakub Hulva        | République tchèque | Sabres de Buffalo        | Vitkovice Jr. (Extraliga)               |
| 109  | Jevon Desautels    | Canada             | Capitals de Washington   | Chiefs de Spokane (LHOu)                |
| 110  | Jarrko A. Immonen  | Finlande           | Stars de Dallas          | Blues Jrs (SM-liiga)                    |
| 111  | Jonas Almtorp      | Suède              | Oilers d'Edmonton        | MODO hockey Jrs. (Elitserien)           |
| 112  | Iouri Artemenkov   | Russie             | Flames de Calgary        | Krylia Sovetov Jr. (Superliga)          |
| 113  | Scott Dobben       | Canada             | Sénateurs d'Ottawa       | Otters d'Érié (LHO)                     |
| 114  | John Laliberte     | États-Unis         | Canucks de Vancouver     | Monarchs Jr. de New Hampshire (USHS)    |
| 115  | Mark Rooneem       | Canada             | Kings de Los Angeles     | Blazers de Kamloops (LHOu)              |
| 116  | Patrick Dwyer      | États-Unis         | Thrashers d'Atlanta      | Broncos de Western Michigan (NCAA)      |
| 117  | Cam Janssen        | États-Unis         | Devils du New Jersey     | Spitfires de Windsor (LHO)              |
| 118  | Petr Dvorak        | République tchèque | Capitals de Washington   | Havirov Jr. (Extraliga)                 |
| 119  | Jekabs Redlihs     | Lettonie           | Blue Jackets de Columbus | Apple Core (EJHL)                       |
| 120  | Robin Jonsson      | Suède              | Blues de Saint-Louis     | Bofors (Elitserien)                     |
| 121  | Marty Magers       | États-Unis         | Sabres de Buffalo        | Lancers d'Omaha (USHL)                  |
| 122  | David Turon        | République tchèque | Maple Leafs de Toronto   | Havirov Femax HC (Extraliga)            |
| 123  | Robin Kovar        | République tchèque | Oilers d'Edmonton        | Giants de Vancouver (LHOu)              |
| 124  | Lane Manson        | Canada             | Thrashers d'Atlanta      | Warriors de Moose Jaw (LHOu)            |
| 125  | Johan Bjork        | Suède              | Sénateurs d'Ottawa       | Malmo Jr. (Elitserien)                  |
| 126  | Konstantin Baranov | Russie             | Flyers de Philadelphie   | Metchel Tcheliabinsk (Superliga)        |
| 127  | Nathan Guenin      | États-Unis         | Rangers de New York      | Gamblers de Green Bay (USHL)            |
| 128  | Matt Ellison       | Canada             | Blackhawks de Chicago    | Capitals de Cowichan Valley (LHCB)      |
| 129  | Tom Gilbert        | États-Unis         | Avalanche du Colorado    | Steel de Chicago (USHL)                 |
| 130  | Jan Kubista        | République tchèque | Bruins de Boston         | Pardubice Jr. (Extraliga)               |
| 131  | Johan Berggren     | Suède              | Red Wings de Détroit     | Sunne (Elitserien)                      |

### 5etour
| Rang | Joueur            | Nationalité        | Équipe LNH                | Repêché de                             |
| ---- | ----------------- | ------------------ | ------------------------- | -------------------------------------- |
| 132  | John Zeiler       | États-Unis         | Coyotes de Phoenix        | Musketeers de Sioux-City (USHL)        |
| 133  | Lasse Pirjetä     | Finlande           | Blue Jackets de Columbus  | Kärpät Oulu (SM-liiga)                 |
| 134  | Topi Jaakola      | Finlande           | Panthers de la Floride    | Kärpät Oulu (SM-liiga)                 |
| 135  | Joseph Pearce     | États-Unis         | Lightning de Tampa Bay    | Monarchs Jr. de New Hampshire (USHS)   |
| 136  | Andrew Sertich    | États-Unis         | Penguins de Pittsburgh    | Greenway HS (Minn.)                    |
| 137  | Cam Paddock       | Canada             | Penguins de Pittsburgh    | Rockets de Kelowna (LHOu)              |
| 138  | Patrick Jarrett   | Canada             | Predators de Nashville    | Attack d'Owen Sound (LHO)              |
| 139  | Kris Newbury      | Canada             | Sharks de San José        | Sting de Sarnia (LHO)                  |
| 140  | George Davis      | Canada             | Mighty Ducks d'Anaheim    | Screaming Eagles du Cap-Breton (LHJMQ) |
| 141  | Jiri Cetkovsky    | République tchèque | Flames de Calgary         | Zlin Jr. (Extraliga)                   |
| 142  | Emanuel Peter     | Suisse             | Flames de Calgary         | Kloten Flyers (LNA)                    |
| 143  | Mike Walsh        | États-Unis         | Rangers de New York       | Compuware de Détroit (NAHL)            |
| 144  | Paul Flache       | Canada             | Thrashers d'Atlanta       | Battalion de Brampton (LHO)            |
| 145  | Robert Gherson    | Canada             | Capitals de Washington    | Sting de Sarnia (LHO)                  |
| 146  | Viktor Bobrov     | Russie             | Flames de Calgary         | CSKA Moscou Jr. (Superliga)            |
| 147  | David Bararuk     | Canada             | Stars de Dallas           | Warriors de Moose Jaw (LHOu)           |
| 148  | Glenn Fisher      | Canada             | Oilers d'Edmonton         | Traders de Fort Saskatchewan (LHJA)    |
| 149  | Markus Pahlsson   | Suède              | Islanders de New York     | Mörrum (Elitserien)                    |
| 150  | Brock Hooton      | Canada             | Sénateurs d'Ottawa        | Millionnaires de Quesnel (LHCB)        |
| 151  | Robert McVicar    | Canada             | Canucks de Vancouver      | Wheat Kings de Brandon (LHOu)          |
| 152  | Greg Hogeboom     | Canada             | Kings de Los Angeles      | Redhawks de Miami (NCAA)               |
| 153  | Peter Hamerlik    | Slovaquie          | Bruins de Boston          | Frontenacs de Kingston (LHO)           |
| 154  | Krisjanis Redlihs | Lettonie           | Devils du New Jersey      | Metalurgs Liepaja (Lettonie)           |
| 155  | Armands Bērziņš   | Lituanie           | Wild du Minnesota         | Cataractes de Shawinigan (LHJMQ)       |
| 156  | James Wisniewski  | États-Unis         | Blackhawks de Chicago     | Whalers de Plymouth (LHO)              |
| 157  | Joel Andresen     | Canada             | Kings de Los Angeles      | Saints de St. Albert (LHJA)            |
| 158  | Vince Bellissimo  | Canada             | Panthers de la Floride    | Scarecrows de Topeka (USHL)            |
| 159  | Kristofer Persson | Suède              | Flames de Calgary         | Modo Jrs. (Elitserien)                 |
| 160  | Daniel Manzato    | Suisse             | Hurricanes de la Caroline | Tigres de Victoriaville (LHJMQ)        |
| 161  | Dov Grumet-Morris | États-Unis         | Flyers de Philadelphie    | Crimson d'Harvard (NCAA)               |
| 162  | Gerard Dicaire    | Canada             | Lightning de Tampa Bay    | Ice de Kootenay (LHOu)                 |
| 163  | Tom Walsh         | États-Unis         | Sharks de San José        | Académie Deerfield (Mass.)             |
| 164  | Tyler Weiman      | Canada             | Avalanche du Colorado     | Americans de Tri-City (LHOu)           |
| 165  | Justin Maiser     | États-Unis         | Blues de Saint-Louis      | Terriers de Boston (NCAA)              |
| 166  | Logan Koopmans    | Canada             | Red Wings de Détroit      | Hurricanes de Lethbridge (LHOu)        |

### 6etour
| Rang | Joueur             | Nationalité        | Équipe LNH               | Repêché de                         |
| ---- | ------------------ | ------------------ | ------------------------ | ---------------------------------- |
| 167  | Brad Schell        | Canada             | Thrashers d'Atlanta      | Chiefs de Spokane (LHOu)           |
| 168  | Tim Konsorada      | Canada             | Blue Jackets de Columbus | Wheat Kings de Brandon (LHOu)      |
| 169  | Jeremy Swanson     | Canada             | Panthers de la Floride   | Colts de Barrie (LHOu)             |
| 170  | P.J. Atherton      | États-Unis         | Lightning de Tampa Bay   | RoughRiders de Cedar Rapids (USHL) |
| 171  | Robert Goepfert    | États-Unis         | Penguins de Pittsburgh   | RoughRiders de Cedar Rapids (USHL) |
| 172  | Mike McKenna       | États-Unis         | Predators de Nashville   | Saints de St. Lawrence (NCAA)      |
| 173  | Luke Fritshaw      | Canada             | Mighty Ducks d'Anaheim   | Raiders de Prince Albert (LHOu)    |
| 174  | Karri Akkanen      | Finlande           | Lightning de Tampa Bay   | Ilves Jr. (SM-liiga)               |
| 175  | Matt Foy           | Canada             | Wild du Minnesota        | Warriors de Merrimack (NCAA)       |
| 176  | Curtis McElhinney  | Canada             | Flames de Calgary        | Tigers de Colorado College (NCAA)  |
| 177  | Jake Taylor        | États-Unis         | Rangers de New York      | Gamblers de Green Bay (USHL)       |
| 178  | Maksim Chevyev     | Russie             | Sabres de Buffalo        | Elemach Elektrostal (Superliga)    |
| 179  | Marian Havel       | République tchèque | Capitals de Washington   | Giants de Vancouver (LHOu)         |
| 180  | Kirill Sidorenko   | Russie             | Stars de Dallas          | Zaouralye Kourgan (Superliga)      |
| 181  | Mikko Luoma        | Finlande           | Oilers d'Edmonton        | Tappara Tampere (SM-liiga)         |
| 182  | Andre Deveaux      | Canada             | Canadiens de Montréal    | Bulls de Belleville (LHO)          |
| 183  | Paul Ranger        | Canada             | Lightning de Tampa Bay   | Generals d'Oshawa (LHO)            |
| 184  | Jaroslav Balaštík  | République tchèque | Blue Jackets de Columbus | HC Zlín (Extraliga)                |
| 185  | Ryan Murphy        | États-Unis         | Kings de Los Angeles     | Eagles de Boston College (NCAA)    |
| 186  | Jeff Pietrasiak    | États-Unis         | Coyotes de Phoenix       | Berkshire HS (Mass.)               |
| 187  | Eric Johansson     | Canada             | Devils du New Jersey     | Americans de Tri-City (LHOu)       |
| 188  | Kevin Kantee       | États-Unis         | Blackhawks de Chicago    | Jokerit Jr. (SM-liiga)             |
| 189  | Alekseï Stonkous   | Russie             | Islanders de New York    | Torpedo Iaroslavl Jrs. (Superliga) |
| 190  | Dwayne (D.J.) King | Canada             | Blues de Saint-Louis     | Hurricanes de Lethbridge (LHOu)    |
| 191  | Ian White          | Canada             | Maple Leafs de Toronto   | Broncos de Swift Current (LHOu)    |
| 192  | Nikita Korovkine   | Russie             | Flyers de Philadelphie   | Blazers de Kamloops (LHOu)         |
| 193  | Joey Mormina       | Canada             | Flyers de Philadelphie   | Raiders de Colgate (NCAA)          |
| 194  | Kim Hirschovits    | Finlande           | Rangers de New York      | HIFK (SM-liiga)                    |
| 195  | Taylor Christie    | Canada             | Avalanche du Colorado    | Falcons de Bowling Green (NCAA)    |
| 196  | Mikael Vuorio      | Finlande           | Panthers de la Floride   | Lukko Rauma (SM-liiga)             |
| 197  | James Cuddihy      | Canada             | Red Wings de Détroit     | Cataractes de Shawinigan (LHJMQ)   |

### 7etour
| Rang | Joueur               | Nationalité        | Équipe LNH                | Repêché de                             |
| ---- | -------------------- | ------------------ | ------------------------- | -------------------------------------- |
| 198  | Nathan Oystrick      | Canada             | Thrashers d'Atlanta       | Eagles de South Surrey (LHCB)          |
| 199  | Greg Mauldin         | États-Unis         | Blue Jackets de Columbus  | River Hawks d'UMass-Lowell (NCAA)      |
| 200  | Denis Iatchmeniov    | Russie             | Panthers de la Floride    | Centennials de North Bay (LHO)         |
| 201  | Mathieu Brunelle     | Canada             | Flyers de Philadelphie    | Tigres de Victoriaville (LHJMQ)        |
| 202  | Patrik Bärtschi      | Suisse             | Penguins de Pittsburgh    | Kloten Flyers (LNA)                    |
| 203  | Josh Morrow          | Canada             | Predators de Nashville    | Americans de Tri-City (LHOu)           |
| 204  | Nicklas Eckerblom    | Suède              | Wild du Minnesota         | Djurgårdens IF Jr. (Superelit)         |
| 205  | Jean-François Dufort | Canada             | Oilers d'Edmonton         | Screaming Eagles du Cap-Breton (LHJMQ) |
| 206  | David Van der Gulik  | Canada             | Flames de Calgary         | Chiefs de Chilliwack (LHCB)            |
| 207  | Pierre Johnsson      | Suède              | Flames de Calgary         | Färjestads BK Jr. (Elitserien)         |
| 208  | Radoslav Hecl        | Slovaquie          | Sabres de Buffalo         | HC Slovan Bratislava (Extraliga Slo.)  |
| 209  | Joni Lindlöf         | Finlande           | Capitals de Washington    | Tappara Tampere Jrs. (SM-liiga)        |
| 210  | Bryan Hamm           | Canada             | Stars de Dallas           | Petes de Peterborough (LHO)            |
| 211  | Patrick Murphy       | États-Unis         | Oilers d'Edmonton         | Hurricanes de Newmarket (OPJHL)        |
| 212  | Jonathan Ferland     | Canada             | Canadiens de Montréal     | Titan d'Acadie-Bathurst (LHJMQ)        |
| 213  | Fredrik Norrena      | Finlande           | Lightning de Tampa Bay    | TPS Turku (SM-liiga)                   |
| 214  | Marc-André Roy       | Canada             | Canucks de Vancouver      | Drakkar de Baie-Comeau (LHJMQ)         |
| 215  | Mikhaïl Lioubouchine | Russie             | Kings de Los Angeles      | Krylia Sovetov (Superliga)             |
| 216  | Ladislav Kouba       | République tchèque | Coyotes de Phoenix        | Rebels de Red Deer (LHOu)              |
| 217  | Tim Conboy           | États-Unis         | Sharks de San José        | Scarecrows de Topeka (USHL)            |
| 218  | Ilkka Pikkarainen    | Finlande           | Devils du New Jersey      | HIFK (SM-liiga)                        |
| 219  | Tyson Kellerman      | Canada             | Blackhawks de Chicago     | Centennials de North Bay (LHO)         |
| 220  | Brad Topping         | Canada             | Islanders de New York     | Battalion de Brampton (LHO)            |
| 221  | Jonas Johnson        | Suède              | Blues de Saint-Louis      | Frölunda HC Goteborg (Elitserien)      |
| 222  | Scott May            | Canada             | Maple Leafs de Toronto    | Buckeyes d'Ohio State (NCAA)           |
| 223  | Ilia Krikounov       | Russie             | Canucks de Vancouver      | Elemash Elektrostal (Superliga)        |
| 224  | Adam Taylor          | Canada             | Hurricanes de la Caroline | Ice de Kootenay (LHOu)                 |
| 225  | Steven Goertzen      | Canada             | Blue Jackets de Columbus  | Thunderbirds de Seattle (LHOu)         |
| 226  | Joseph Crabb         | États-Unis         | Rangers de New York       | Gamblers de Green Bay (USHL)           |
| 227  | Ryan Steeves         | Canada             | Avalanche du Colorado     | Bulldogs de Yale (NCAA)                |
| 228  | Dmitri Outkine       | Russie             | Bruins de Boston          | Lokomotiv Iaroslavl Jr. (Russie)       |
| 229  | Derek Meech          | Canada             | Red Wings de Détroit      | Rebels de Red Deer (LHOu)              |

### 8etour
| Rang | Joueur                  | Nationalité        | Équipe LNH               | Repêché de                               |
| ---- | ----------------------- | ------------------ | ------------------------ | ---------------------------------------- |
| 230  | Colton Fretter          | Canada             | Thrashers d'Atlanta      | Chatham (WJBHL)                          |
| 231  | Jaroslav Kracik         | République tchèque | Blue Jackets de Columbus | Plzen Jrs. (Extraliga)                   |
| 232  | Peter Hafner            | États-Unis         | Panthers de la Floride   | Taft HS (Mass.)                          |
| 233  | Vassili Kochetchkine    | Russie             | Lightning de Tampa Bay   | Lada Togliatti (Pervaïa liga)            |
| 234  | Maxime Talbot           | Canada             | Penguins de Pittsburgh   | Olympiques de Hull (LHJMQ)               |
| 235  | Kaleb Betts             | Canada             | Predators de Nashville   | Chiefs de Chilliwack (LHCB)              |
| 236  | Tyler Boldt             | Canada             | Thrashers d'Atlanta      | Blazers de Kamloops (LHOu)               |
| 237  | Christoph Brandner      | Autriche           | Wild du Minnesota        | Krefeld Pinguine (DEL)                   |
| 238  | Jyri Marttinen          | Finlande           | Flames de Calgary        | JYP Jyväskylä (SM-liiga)                 |
| 239  | Ryan Lannon             | États-Unis         | Penguins de Pittsburgh   | Crimson d'Harvard (NCAA)                 |
| 240  | Petr Průcha             | République tchèque | Rangers de New York      | HC ČSOB Pojišťovna Pardubice (Extraliga) |
| 241  | Dennis Wideman          | Canada             | Sabres de Buffalo        | Knights de London (LHO)                  |
| 242  | Igor Ignatouchkine      | Russie             | Capitals de Washington   | Elemach Elektrostal (Superliga)          |
| 243  | Tuomas Mikkonen         | Finlande           | Stars de Dallas          | JYP Jyväskylä (SM-liiga)                 |
| 244  | Dwight Helminen         | États-Unis         | Oilers d'Edmonton        | Wolverines du Michigan (NCAA)            |
| 245  | Tomas Micka             | République tchèque | Oilers d'Edmonton        | Slavia Jr. (Extraliga)                   |
| 246  | Josef Vavra             | République tchèque | Sénateurs d'Ottawa       | Vsetin Jr. (Extraliga)                   |
| 247  | Matt Violin             | Canada             | Canucks de Vancouver     | Lakers de Lake Superior State (NCAA)     |
| 248  | Tuukka Pulliainen       | Finlande           | Kings de Los Angeles     | TuTo Turku (SM-liiga)                    |
| 249  | Marcus Smith            | États-Unis         | Coyotes de Phoenix       | Rangers de Kitchener (LHO)               |
| 250  | Dan Glover              | Canada             | Devils du New Jersey     | Kodiaks de Camrose (LHJA)                |
| 251  | Jason Kostadine         | États-Unis         | Blackhawks de Chicago    | Olympiques de Hull (LHJMQ)               |
| 252  | Martin Chabada          | République tchèque | Islanders de New York    | HC Sparta Prague (Extraliga)             |
| 253  | Tom Koivisto            | Finlande           | Blues de Saint-Louis     | Jokerit Helsinki (SM-liiga)              |
| 254  | Jarkko Immonen          | Finlande           | Maple Leafs de Toronto   | Ässät Pori (SM-liiga)                    |
| 255  | Ryan Craig              | Canada             | Lightning de Tampa Bay   | Wheat Kings de Brandon (LHOu)            |
| 256  | Darren Reid             | Canada             | Lightning de Tampa Bay   | Tigers de Medicine Hat (LHOu)            |
| 257  | Pauli Levokari          | Finlande           | Thrashers d'Atlanta      | HIFK (SM-liiga)                          |
| 258  | Sergueï Chemetov        | Russie             | Avalanche du Colorado    | Iaroslavl Jrs. (Superliga)               |
| 259  | Yan Stastny             | Canada             | Bruins de Boston         | Fighting Irish de Notre Dame (NCAA)      |
| 260  | Pierre-Olivier Beaulieu | Canada             | Red Wings de Détroit     | Remparts de Québec (LHJMQ)               |

### 9etour
| Rang | Joueur               | Nationalité        | Équipe LNH               | Repêché de                             |
| ---- | -------------------- | ------------------ | ------------------------ | -------------------------------------- |
| 261  | François Caron       | Canada             | Mighty Ducks d'Anaheim   | Wildcats de Moncton (LHJMQ)            |
| 262  | Christian Soderström | Suède              | Red Wings de Détroit     | Timra IK (Elitserien)                  |
| 263  | Sergueï Moziakine    | Russie             | Blue Jackets de Columbus | CSKA Moscou Jr. (Russie)               |
| 264  | Matthew Davis        | Canada             | Predators de Nashville   | Wildcats de Moncton (LHJMQ)            |
| 265  | Dwight LaBrosse      | États-Unis         | Penguins de Pittsburgh   | Storm de Guelph (LHO)                  |
| 266  | Steven Spencer       | Canada             | Predators de Nashville   | Broncos de Swift Current (LHOu)        |
| 267  | Chris Petrow         | Canada             | Mighty Ducks d'Anaheim   | Generals d'Oshawa (LHO)                |
| 268  | Mikhaïl Tiouliapkine | Russie             | Wild du Minnesota        | Torpedo Nijni Novgorod Jr. (Superliga) |
| 269  | Mika Hannula         | Suède              | Wild du Minnesota        | Malmo IF (Elitserien)                  |
| 270  | Rob Flynn            | États-Unis         | Rangers de New York      | Crimson d'Harvard (NCAA)               |
| 271  | Martin Čížek         | République tchèque | Sabres de Buffalo        | Slavia Jr. (Extraliga)                 |
| 272  | Patric Blomdahl      | Suède              | Capitals de Washington   | AIK Jr. (Elitserien)                   |
| 273  | Ned Havern           | États-Unis         | Stars de Dallas          | Eagles de Boston College (NCAA)        |
| 274  | Fredrik Johansson    | Suède              | Oilers d'Edmonton        | Frolunda Jr. (Elitserien)              |
| 275  | Konstantin Korneïev  | Russie             | Canadiens de Montréal    | Krylia Sovetov (Superliga)             |
| 276  | Vitali Atiouchov     | Russie             | Sénateurs d'Ottawa       | Molot Prikamie Perm (Superliga)        |
| 277  | Thomas Nüssli        | Suisse             | Canucks de Vancouver     | EV Zoug (LNA)                          |
| 278  | Matt Gens            | États-Unis         | Canucks de Vancouver     | Huskies de St. Cloud State (NCAA)      |
| 279  | Connor James         | Canada             | Kings de Los Angeles     | Pioneers de Denver (NCAA)              |
| 280  | Russell Spence       | Canada             | Coyotes de Phoenix       | Blizzard d'OCN (LHJM)                  |
| 281  | Bill Kinkel          | États-Unis         | Devils du New Jersey     | Rangers de Kitchener (LHO)             |
| 282  | Adam Burish          | États-Unis         | Blackhawks de Chicago    | Gamblers de Green Bay (USHL)           |
| 283  | Per Braxenholm       | Suède              | Islanders de New York    | Morrum (Elitserien)                    |
| 284  | Ryan MacMurchy       | Canada             | Blues de Saint-Louis     | Hounds de Notre Dame (LHJS)            |
| 285  | Staffan Kronwall     | Suède              | Maple Leafs de Toronto   | Huddinge (Elitserien)                  |
| 286  | Alekseï Gloukhov     | Russie             | Lightning de Tampa Bay   | Khimik Voskressensk (Superliga)        |
| 287  | John Toffey          | États-Unis         | Lightning de Tampa Bay   | Buckeyes d'Ohio State (NCAA)           |
| 288  | Michael Hutchins     | États-Unis         | Sharks de San José       | Buccaneers de Des Moines (USHL)        |
| 289  | Sean Collins         | États-Unis         | Avalanche du Colorado    | Wildcats du New Hampshire (NCAA)       |
| 290  | Pavel Frolov         | Russie             | Bruins de Boston         | Novgorod Jr. (Superliga)               |
| 291  | Jonathan Ericsson    | Suède              | Red Wings de Détroit     | Hasten jr. (Elitserien)                |